# Stralsund (Schiff, 1954)
Das Frachtschiff Stralsund war ein Handelsschiff der Deutschen Seereederei Rostock (DSR), der Staatsreederei der Deutschen Demokratischen Republik, und das Typschiff einer Serie von geplanten erst neun, später zwölf Schiffen dieser Serie. Gebaut wurde es auf der Mathias-Thesen-Werft in Wismar.

## Geschichte

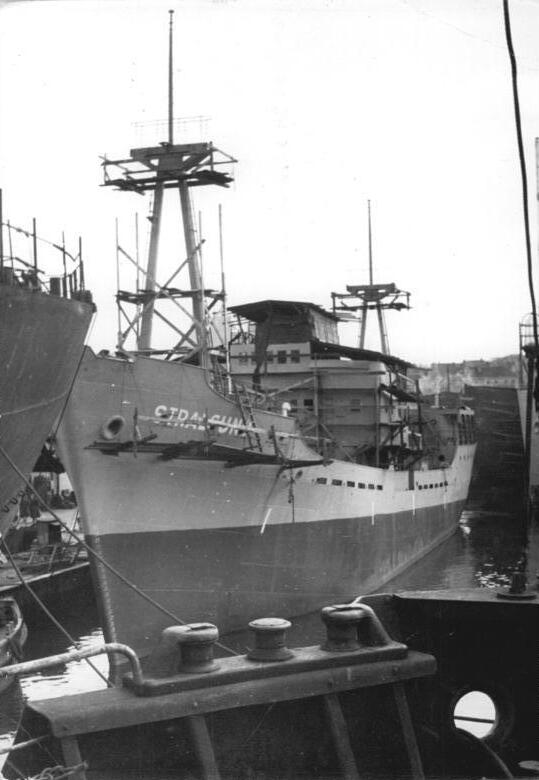
Die Stralsund im Bau

Das Frachtschiff wurde am 20. Februar 1954 auf den Namen Stralsund (nach der Stadt in der DDR) getauft und vom Stapel gelassen. Aufgrund des starken Frostes am Tag des Stapellaufes blieb das Schiff auf der Gleitbahn hängen. Erst am 26. Februar gelang es den Mitarbeitern der Werft, das Schiff zu Wasser zu bringen. Die erste Probefahrt fand in der Ostsee am 17. Oktober 1954 statt. Aufgetretene technische Mängel verzögerten die Fertigstellung des Schiffes. So wurde es erst zwei Monate später, am 23. Dezember 1954, mit der Baunummer 10.000 (ursprünglich Nr. 100) an die Deutsche Seereederei übergeben.

### Der Untergang
Am 8. Februar 1957 befand sich das Schiff auf der Reise von Wismar nach Scarborough mit einer Komplettladung Kaliumcarbonat, als es etwa 27 Seemeilen nordöstlich von Scarborough auf der Position 54° 16′ 12″ N, 0° 9′ 36″ O nach einem nicht kontrollierbaren Wassereinbruch sank, nachdem die gesamte Besatzung das Schiff verlassen hatte. Das Schiff schwamm noch etwa acht Stunden und wurde vorübergehend von dem britischen Motortrawler Olvina in Schlepp genommen. Die genauen Umstände des Schiffsverlustes sind unbekannt geblieben.

## Andere Schiffe der Serie
Die schon begonnenen Schiffe Anklam und Greifswald wurden nach der Kiellegung  wieder abgebrochen, da man die Helgen für die Binnenfahrgastschiffe der Serie V. Chkalov benötigte. Reparationsleistungen gingen vor Eigenbedarf. Weitere acht Schiffe waren geplant, wurden aber aufgrund des Reparationsanspruchs der UdSSR nicht gebaut.